# Мукибанда
Мукибанда (яп. 妻木晩田), также Развалины Мукибанда-Яёй, официально Поселение Мукибанда-Яёй (яп. 妻木晩田遺跡 Mukibanda-iseki), — крупнейшее поселение периода Яёй в Японии. Останки расположены у подножья горы Дайсен близ городов Йонаго и Дайсен в префектуре Тоттори. В 1999 году археологический объект получил статус национального памятника Японии.
Поселение Мукибанда находится на высоте от 90 до 120 метров над уровнем моря. Его площадь составляла 170 гектар. Поселение было естественным образом защищено предгорьем горы Дайсен и находилось близ залива Михо Японского моря, на который открывается вид с объекта.

## История изучения
Меж городами Йонаго и Дайсен в начале 1990-х годов планировалось построить поле для гольфа. Местность исследовалась между 1995 и 1998 годами Советом по образованию городов Дайсен и Йодоэ (ныне Йонаго). Тогда же и были обнаружены развалины.
Мукибанда была описана Агентством по делам культуры (специальным органом Министерства образования, культуры, спорта, науки и технологий) как «исторический объект, место живописной красоты и памятник природы». Поселение охраняется как национальный памятник Японии Законом о защите культурных ценностей.
Приблизительно 1/20 часть останков была раскопана. На раскопках площадью 17,2 га было обнаружено 395 землянок, 502 жилища с поднятыми краеугольными камнями и 24 гробницы в курганах. Мукибанда была заселена в конце периода Яёи — начале периода Кофун, примерно между 100 годом до н. э. и 300 годом н. э.
Восточная часть участка была занята жилыми помещениями, а западная часть участка, на возвышенности, использовалась для захоронений. Среди ремесёл здесь были популярны кузнечное дело, изготовление бисера и производство глиняной посуды.
Высочайшая точка поселения в районе Мацуогасира в Дайсене, судя по всему, была домом вождя или священным домом.

## Туризм
Археологический объект открыт для посещения туристами. В течение всего года можно увидеть демонстрации, экскурсии и реконструкцию поселения.
Ближайшей станцией является Йонаго главной линией Санъин компании JR West (в 15 минутах езды на автобусе). В двух часах езды на автобусе находится станция Тоттори линии Имби. До раскопок можно также добраться по автомагистрали San'in Expressway, по дороге национального значения № 431 и № 9.

## Галерея

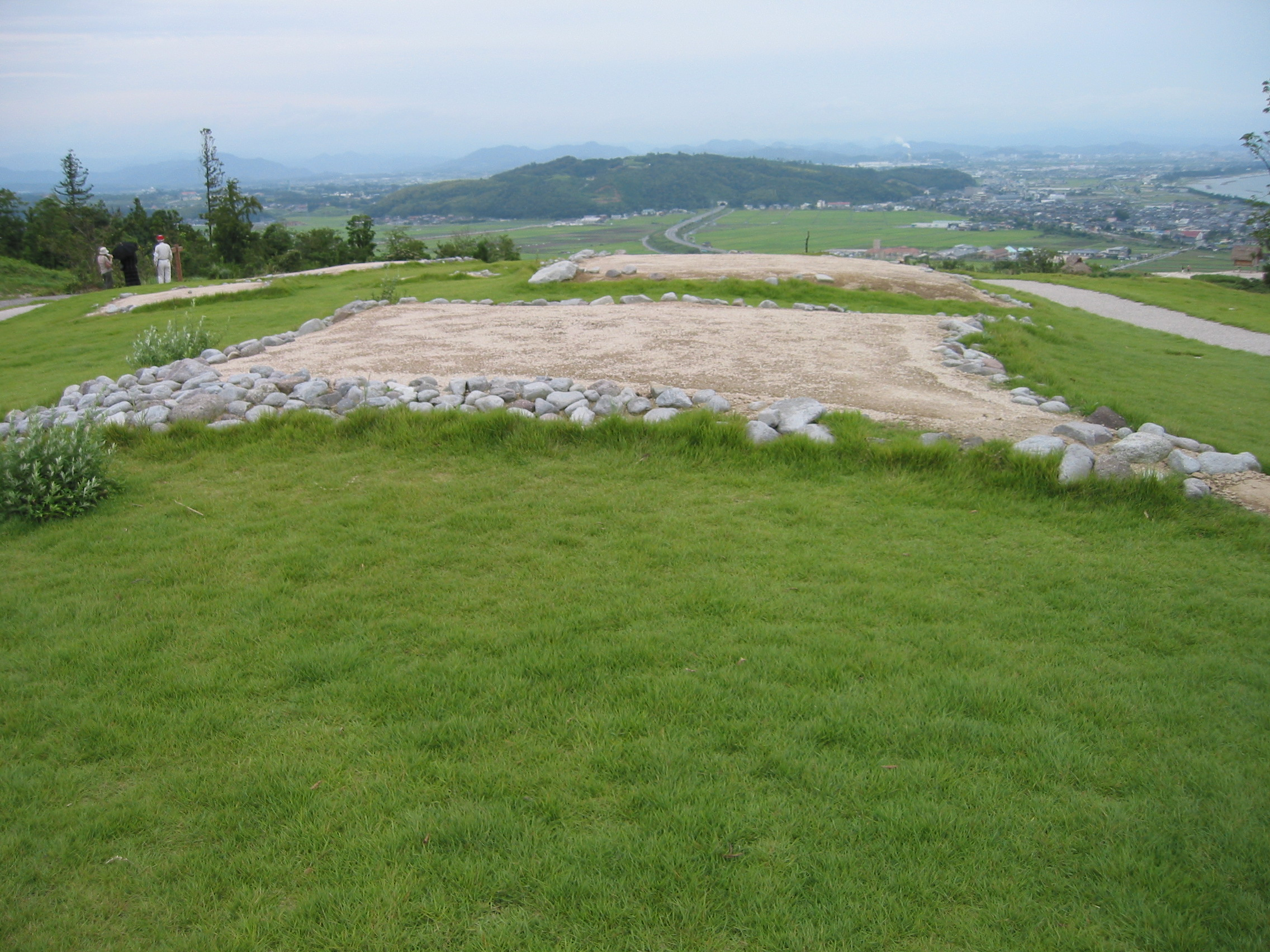
Защищённая могила
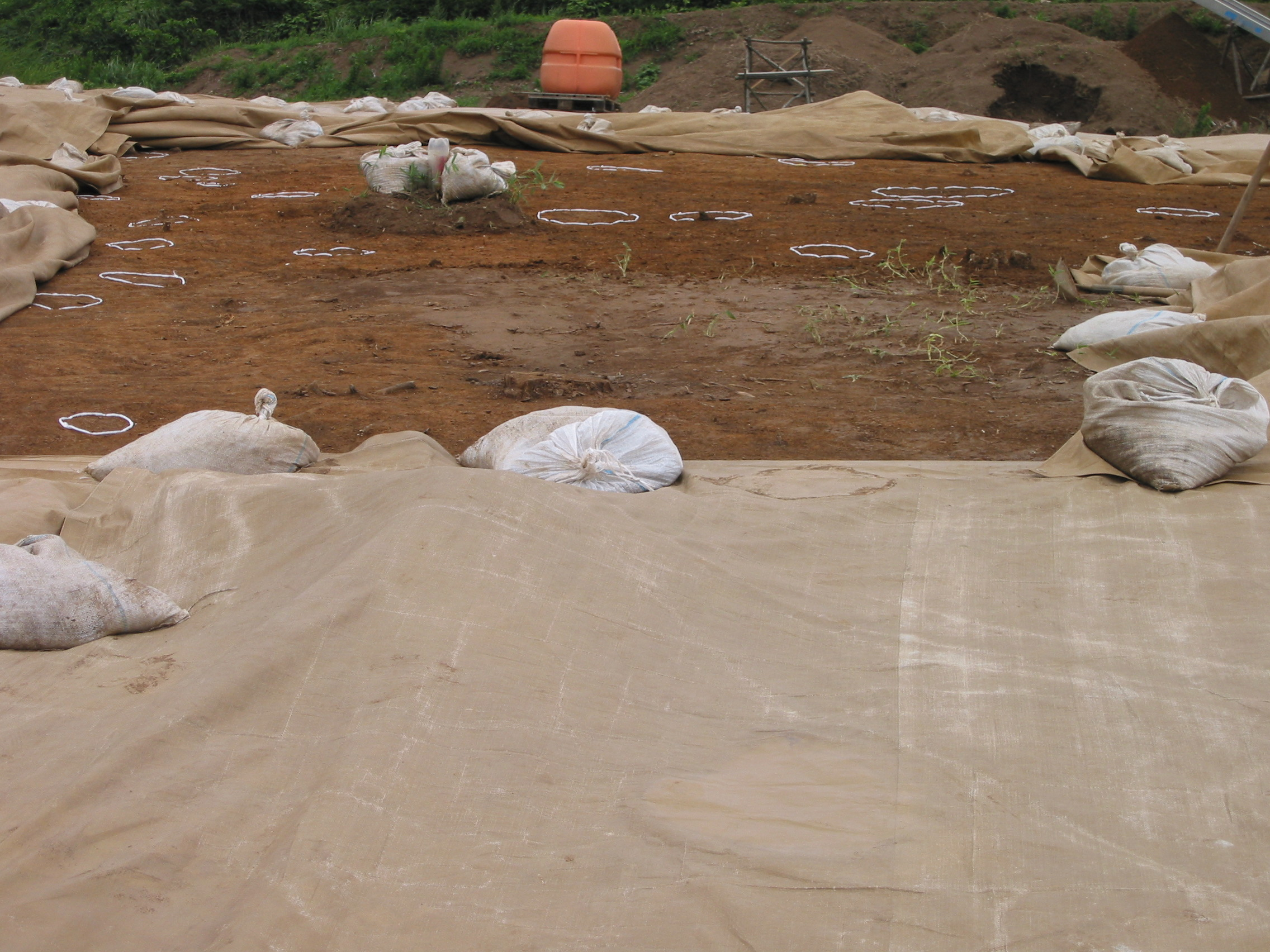
Зона Мукинияма
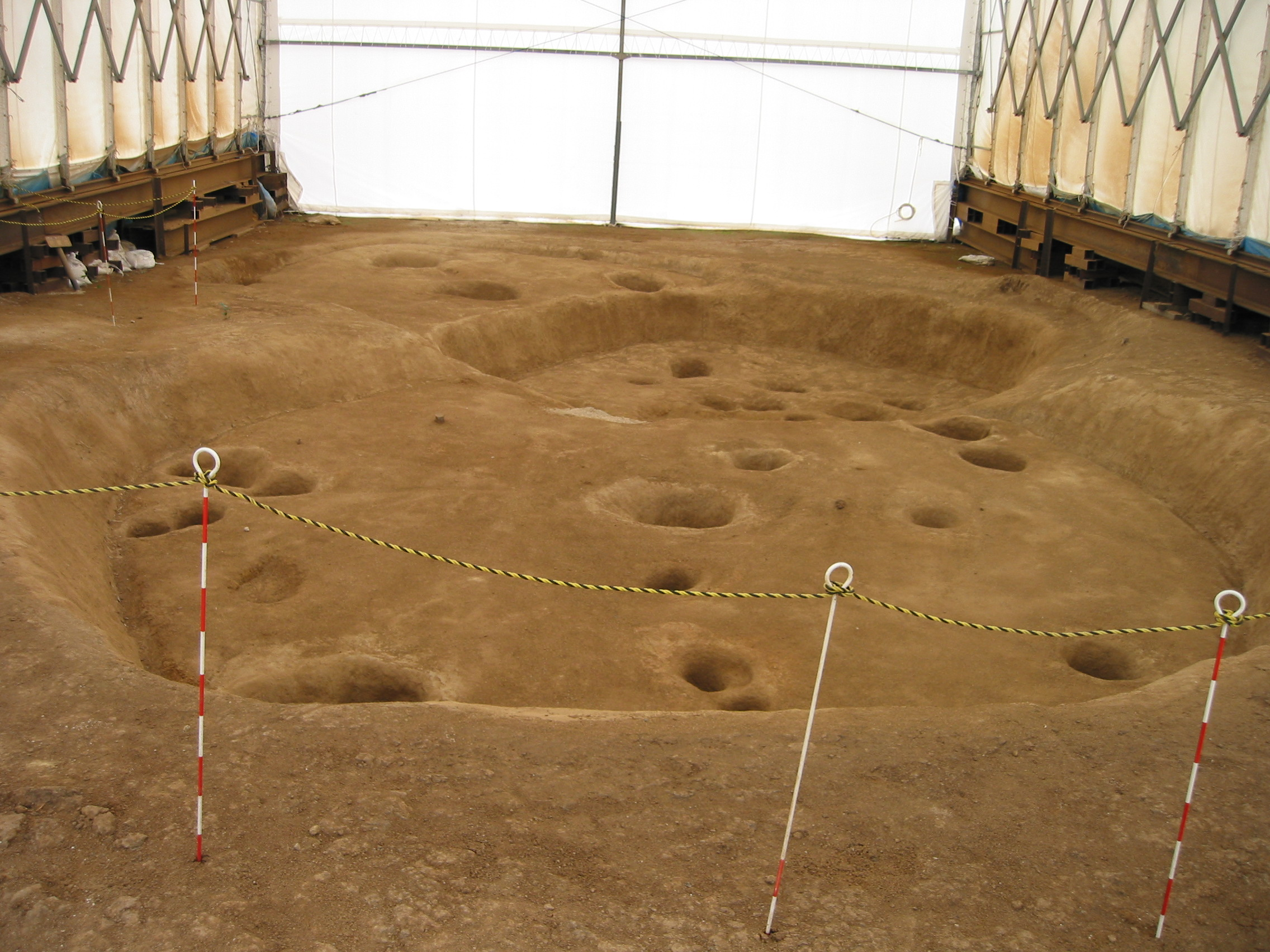
Останки землянки
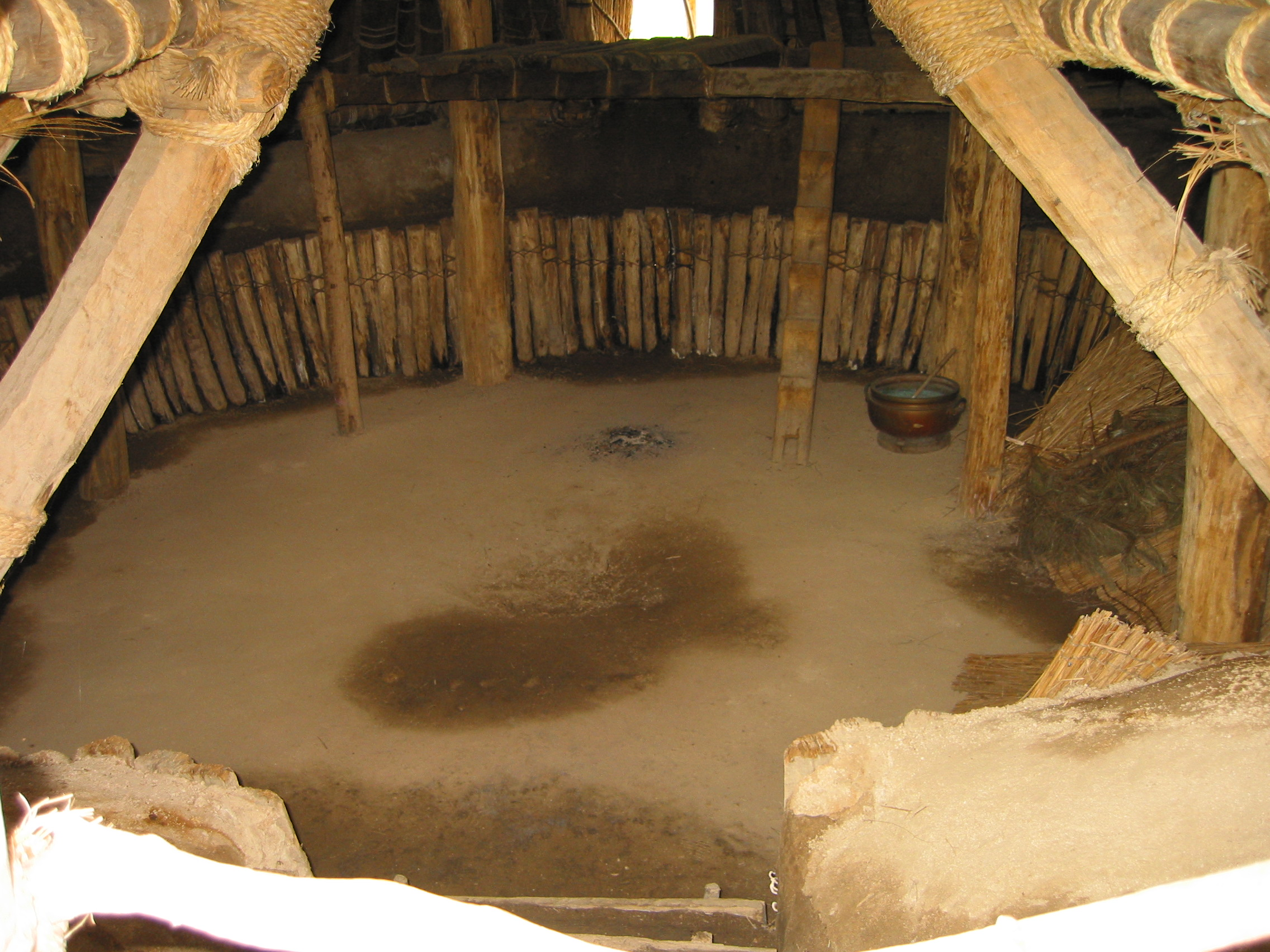
Реконструкция землянки
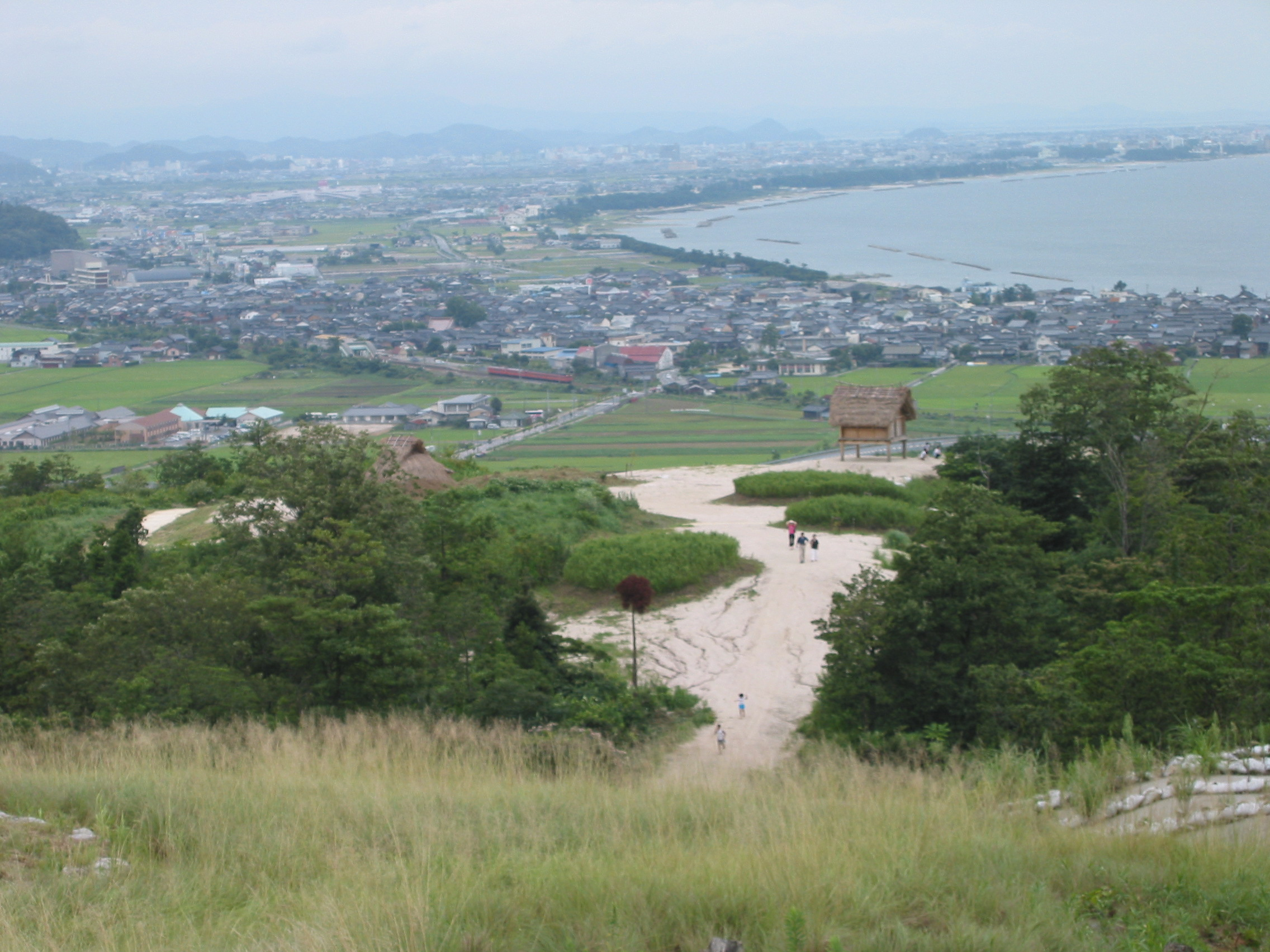
Зона Донохара